# Pyrrhidium sanguineum
Pyrrhidium sanguineum е вид бръмбар от семейство Сечковци. Разпространен е в западна Палеарктика, включително и в България. Ларвата се развива в различни широколистни дървета, особено дъб.

## Етимология
Родовото име Pyrrhidium произлиза от старогръцките думи πῦρ /пир/ „огън“ и ἰδέα /идеа/ „(външен) вид“. Видовият епитет sanguineum е от латински и означава „кървав, кървавочервен“.

## Разпространение
Видът е със западнопалеарктично разпространение. Среща се из цяла Европа с изключение на Естония, Латвия, Ирландия. В северна Африка: Египет и Тунис. В западна Азия: Азербайджан, Армения, Грузия, Иран, Израел, Сирия, Турция.
В България се среща повсеместно на височина от 0 до 1200 m.

## Външен вид

### Имаго
Имагото е средноголям бръмбар с дължина 6÷15 mm. Тялото е черно до черно-кафеникаво на цвят, като преднегръбът и елитрите са покрити с гъсто червеникаво кадифено окосмяване.
Главата е с рехаво червеникаво окосмяване. Антенките са дълбоко врязани в очите.
Преднегръбът е по-широк отколкото дълъг. Има неравна повърхност и ъгловати страни.
Бедрата на задните крака са силно надебелени.

#### Полов диморфизъм
Женските са по-едри от мъжките.

## Жизнен цикъл
Имагото излиза около април и живее няколко месеца. Снася яйцата си в пукнатини или под кората на клони и стъбла на различни широколистни дървета. Предпочита дъб, но се развива и върху бук, габър, бряст, леска, бреза, кестен и др. Ларвите се хранят с мъртва и гниеща дървесина и затова не представляват заплаха за жизнените дървета. Ларвите се развиват за една или две години и какавидират в дървесината или понякога в кората.